# Barrena de pérdida

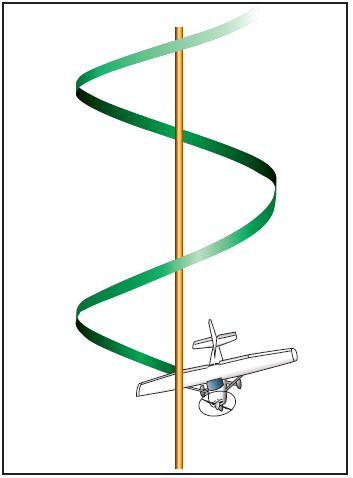
Barrena o autorrotación.

Se define barrena como pérdida prolongada, en la cual el avión cae en una posición de morro bajo describiendo una trayectoria helicoidal (como un sacacorchos) alrededor de su eje vertical. Esta situación también se conoce como autorrotación.
Es una maniobra peligrosa si se hace a poca altura debido a la mayor o menor dificultad de salir de ella (dificultad que depende básicamente del tipo de avión y del ángulo de su eje longitudinal respecto al horizonte).
Puede ser ejecutada deliberadamente por el piloto para generar espectáculo (maniobra de acrobacia aérea) o puede ser consecuencia de un incidente, como por ejemplo, un fallo en los motores que provoque un descenso brusco de la velocidad y la respuesta del piloto sea errónea. La rotación se produce por la diferencia de fuerza que ejerce el aire en cada una de las alas del avión (la semiala interior en el giro está siempre en pérdida durante esta maniobra) y, de no corregirse a tiempo, el aparato puede acabar estrellándose.
Este tipo de maniobra es habitual en desfiles militares y demostraciones de vuelo, aunque debe realizarse por personal entrenado e incluso un piloto experimentado puede perder el control del aparato.

## Explicación de la barrena
Durante la barrena el avión está en pérdida. En ese momento, si por cualquier circunstancia (ráfaga o un movimiento del timón de dirección o del timón de profundidad) se baja un plano, se provoca una barrena. El plano que baja observa como aumenta su ángulo de ataque debido a que aprecia una corriente relativa que viene desde abajo, y por tanto este plano está aún más en pérdida. El plano que sube produce más sustentación que antes, y el que baja produce menos. Con estas diferencias de sustentación, el avión comienza a alabear. 
Además el ala que baja, con más ángulo de ataque, y menos sustentación (está más en pérdida), tiene mayor resistencia que el plano que sube, el cual tiene menor ángulo de ataque y mayor sustentación. Esto provoca que el plano que baja sea empujado hacia atrás (más resistencia) que el plano que sube, provocando una guiñada.
Existen dos rotaciones superpuestas: alrededor del eje longitudinal (debido a la diferencia de sustentación) y simultáneamente alrededor del eje vertical (por la diferencia de resistencia). Esta superoposición da lugar a un eje de rotación: el eje de la barrena.

## Tipos de barrena
Básicamente hay dos tipos de barrena:
- 1. Barrena Normal
  - Positiva
  - Negativa o invertida
  - Acelerada
    - Picando
    - Alabeando
- 2. Barrena Plana
  - Positivas (con contra-alabeo)
  - Negativa (con contra-alabeo)
  - Con uso de motor
    - Positivas
    - Negativas[5]

## Pasos para realizar la barrena normal positiva

Barrena normal positiva

Se describe a izquierdas (a derecha es igual pero metiendo pie derecho en lugar del izquierdo)
1. Cortar motor a ralentí, entrar en pérdida con el morro alto
2. Meter pie a fondo y echar palanca atrás hasta los topes con los alerones en neutral.

En este momento el avión está en barrena
- La recuperación es la siguiente:

1. Comprobar motor a ralentí
2. Meter pie a fondo contrario a la guiñada
3. Centrar palanca en profundidad y alabeo, o  picar a fondo si lo dice el manual de vuelo.
4. Esperar. Al finalizar la barrena centrar pies, meter motor y recuperar el vuelo horizontal[5]

## Pasos para realizar la barrena normal negativa

Barrena normal negativa

Se entra el pérdida con el avión en invertido, y echando palanca hacia delante, y pie a fondo. (en barrenas a izquierdas meter el pie derecho, lo inverso a barrena normal positiva).
- La recuperación es la siguiente:

1. Comprobar motor a ralentí
2. Meter el pie contrario a la guiñada
3. Centrar palanca en profundidad y alabeo
4. Esperar. Al finalizar la barrena centrar pies, meter motor y recuperar el vuelo horizontal[5]

## Pasos para realizar una barrena normal acelerada
Una vez se ha entrado en una barrena normal, se echa la palanca adelante (en caso de positiva) o atrás (en caso de negativa) progresivamente, de forma que se consigue bajar más el morro y por tanto una rápida aceleración del giro de la barrena.
La recuperación es igual que las otras barrenas normales.

## Pasos para realizar una barrena plana positiva

Barrena plana positiva

Se provoca alabeando una vez se ha entrado en una barrena normal y aún se mantiene el pie metido. Se aplica el alabeo opuesto al giro de la barrena -contraalabeo- (lado opuesto del pie metido en caso de barrena normal positiva, y mismo lado del pie metido en barrena normal negativa). Esto provocará la subida de la actitud del morro, con un incremento en la velocidad de rotación.
- La recuperación se basa en volver a la situación de barrena normal positiva:

1. Cortar motor
2. Alabear en sentido de la guiñada
3. Esperar hasta identificar una barrena normal positiva (morro bajo a 70° aproximadamente)
4. Aplicar procedimiento de recuperación de barrena positiva.[5]

## Pasos para realizar una barrena plana negativa
El procedimiento es el mismo que en una barrena plana positiva, solo que se provoca contraalaeando, y se vuelve a una barrena normal alabeando en sentido contrario a la guiñada. Una vez se tiene una barrena normal invertida, se aplica el procedimiento antes explicado.